# Yu-Gi-Oh! (Film)
Yu-Gi-Oh! (japanisch 遊☆戯☆王, Yū-Gi-Ō) ist ein Kinofilm zur Manga- und Animeserie Yu-Gi-Oh! aus dem Jahr 1999.

## Handlung
Der schüchterne Junge namens Shougo Aoyama bekommt die seltene Karte „Rotäugiger schwarzer Drache“, aber er ist zu schüchtern um zu duellieren. Seto Kaiba erfährt von Shougos seltener Karte und er veranstaltet ein Turnier, bei dem jeder Teilnehmer kommen muss. Yugi und Shougo werden später von Kaibas Schergen von KaibaCorp gejagt und verprügelt. Die Handlanger überwältigen beide und klauen Yugis Millennium-Puzzle. Jetzt muss Yugi an Kaibas Turnier teilnehmen und Shougo muss zeigen, dass man sowohl das Potenzial als auch die Kraft haben kann, ein wahrer Duellant zu werden.

## Produktion
Der Film entstand bei Studio Toei Animation unter der Regie von Junji Shimizu. Das Drehbuch schrieb Yasuko Kobayashi. Das Charakterdesign entwarfen Michi Himeno und Shingo Araki. Die künstlerische Leitung lag bei Masuo Nakayama. Die Musik komponierte B.m.F.

## Veröffentlichung
Am 6. März 1999 wurde in Japan ein von Toei Animation hergestellter dreißigminütiger Kinofilm zusammen mit den Filmen Digimon Adventure und Dr. Slump – Arale no Bikkuri Bān im Rahmen der Toei Spring Anime Fair '99 veröffentlicht. Die Toei Spring Anime Fair '99 spielte in den japanischen Kinos etwa 650 Millionen Yen ein. Am 21. November 1999 wurde der Film in Japan auf VHS veröffentlicht.

## Synchronisation
| Rolle            | Japanischer Sprecher (Seiyū) |
| ---------------- | ---------------------------- |
| Yūgi Mutō        | Megumi Ogata                 |
| Yami Yūgi        | Megumi Ogata                 |
| Anzu Mazaki      | Yumi Kakazu                  |
| Katsuya Jōnouchi | Toshiyuki Morikawa           |
| Seto Kaiba       | Hikaru Midorikawa            |
| Hiroto Honda     | Ryotaro Okiayu               |
| Miho Nosaka      | Yukana Nogami                |
| Shōgo Aoyama     | Eiko Yamada                  |

## Musik
Die Musik des Films wurde von B.m.F komponiert. Der Vorspann der Serie ist unterlegt mit dem Lied Kawaita Sakebi von Fiel of View. Für den Abspann verwendete man das Lied Ashita Moshi Kimi ga Kowaretemo von Wands.